# Paulo Werneck
Paulo Werneck   (Rio de Janeiro, 29 de juliol de 1907 - Rio de Janeiro, 22 de desembre de 1987) va ser un artista plàstic brasiler.

## Carrera artística
Autodidacte, Werneck va ser pintor, dibuixant i il·lustrador de llibres infantils i columnes polítiques en diversos diaris del país. És considerat una peça important del modernisme brasiler.
Va ser responsable de la introducció de la tècnica del mosaic al seu país i va contribuir amb murals i panells per a projectes de diversos arquitectes. El seu primer panell va ser instal·lat a l'Instituto de Resseguros do Brasil (Rio de Janeiro), a invitació de l'arquitecte Marcelo Roberto. També destaquen els murals de l'Església de Sant Francesc d'Assis i a la Casa Kubitschek (Complex de Pampulha, a Belo Horizonte, 1943) i al Col·legi de Cataguases (1945), tots ells projectats per Oscar Niemeyer; els de l'Estadi Maracanã; i els de Brasília, al Senat del Brasil i al Palau Itamaraty.

## Idees polítiques
Va formar part de l'elit comunista del Brasil. Al seu despatx del barri carioca de Laranjeiras es reunia amb Candido Portinari, Carlos Scliar, Glauco Rodrigues, Israel Pedrosa i Oscar Niemeyer, entre d'altres, i debatien sobre art i política.